# Chata u Zeleného plesa
Chata u Zeleného plesa (slovensky Chata pri Zelenom plese, v minulosti známá jako Brnčalova chata nebo hovorově Brnčalka) je horská chata v severovýchodní části Vysokých Tater. Leží na konci Doliny Zeleného plesa na severním břehu Zeleného plesa. Nad chatou se zdvíhají nejvyšší stěny Vysokých Tater, a proto je prvotřídním cílem pro horolezce, turisty a lyžaře.

## Historie
Dolina Zeleného plesa byla dobře známá hledačům vzácných kovů a drahokamů nejpozději v 18. století. V její dolní části se pásly ovce a zřejmě zde stával primitivní útulek. První turisticky využívaná Egidova chata byla postavena roku 1876 na Rakouské polaně v Predných Meďodolech. Roku 1887 byla přemístěna na jižní břeh Zeleného plesa, kde roku 1890 shořela. Nová Fridrichova chata byla postavena na dnešním místě na severním břehu plesa roku 1897. Od té doby prošla mnoha rekonstrukcemi a opravami. Mezi světovými válkami se jí říkalo chata pod Jastrabou vežou, v roce 1950 nesla jméno na počest organizátora socialistické tělovýchovy Alberta Brnčala, který zahynul pod Jastrabím sedlem. V roce 1992 se oficiálně vrátil její staronový název.

## Současnost
V současnosti Chata pri Zelenom plese nabízí ubytování a občerstvení po celý rok. Je východiskem především pro horolezecké výstupy na Kežmarský štít, Lomnický štít, Jastrabí vežu, Černý štít a Kozí štít včetně hřebene Žeruchových věží. Turisté nejčastěji stoupají na Jahňací štít, přecházejí přes Baranie sedlo, Kopské sedlo a Velkou Svišťovku. Lyžaři sjíždějí Velkou Zmrzlou dolinu, Měděnou kotlinu a Červenou dolinku.

## Přístup
Sídlí zde stanice horské služby a chata je významnou křižovatkou turistických stezek:
- Po  značce Tatranské magistrály ve směru Velká Svišťovka — Veľké Biele pleso
- Po  značce z Kežmarských Žľabů